# 金髪の草原
『金髪の草原』（きんぱつのそうげん）は、大島弓子の少女漫画作品。「ぶ〜け」1983年1月号に発表。太下義之によれば、高野文子『田辺のつる』（1980年）とともに、認知症を描いた最初期の漫画作品である。
また、上記を原作とした2000年の映画作品。

## あらすじ
広大な屋敷に住む日暮里歩（にっぽり あゆむ）は80歳を過ぎた老人だが、人生の記憶をおおかた失っており、ある朝目覚めた際に自分はまだ学生なのだと思い込んでしまう。彼はアルバイトの家政婦としてやってきた大学生の古代なりすを学生時代のマドンナと勘違いし、すべては自分が見ている夢の中のできごとなのだと信じることにする。
忘年会でなりすから事態を相談された友人たちは、歩と結婚し、屋敷を相続して一生を安楽に暮らすようなりすに勧める。その会話の中でなりすは密かに想いを寄せていた佐分利が友人と同棲していることを知り、ショックを受ける。
落ち込んでいるなりすの様子を見た歩は自分の級友たちを呼んで彼女を慰めようとするが、級友たちはみな既にこの世を去っていた。自分のことを気づかった歩の行動に、なりすは自分の身勝手さを感じ、逆に友人たちを呼んで歩のことを慰安しようとするが、歩はなりすの友人たちは実は自分の級友たちが変装した姿だと思い込んでしまう。
医師から歩の症状を確認したなりすは、現実を教え込むのは彼にとって酷なのではないかと悩むようになる。そんな折、なりすは歩の「記憶年表」を発見する。そこには、家族や親族を次々に亡くし、病を抱えて生きてきた歩の人生が記されていた。
歩に深く同情したなりすは歩からプロポーズされるとそれを受け入れ、彼の夢を壊すまいとする。しかし、佐分利たちは、歩が死後、屋敷を市に寄付する事実を突き止め、なりすの結婚を阻止しようとする。その話を聞いているうちに、現実を思い出しかけた歩は、自分の見ている世界が夢なのか現実なのかわからなくなり、それを確かめるためビルから飛び降りて死んでしまう。
残されたなりすは佐分利に改めて自分の想いを伝えた上で、新しい人生を歩もうと決意するのだった。

## 登場人物
日暮里歩（にっぽり あゆむ）
主人公。青年のような描かれ方をしているが、実は老人。ある朝目覚めた際に、自身の体調・周囲の風景などに違和感を覚えている。良い気分の時、窓辺で念じると、黄金色の草原に汽船が到着し、それに乗って外国を旅する、という幻想を見ている。最終的にはすべての記憶を取りもどし、なりすに感謝していた。
古代なりす（こだい なりす）
もうひとりの主人公。アートスクールの学生で、現在はヘルパーをしつつ、絵をかいてゆくと決めている。学校の卒業制作の時にはかつての級友をよく手伝っていた。歩に迫られた際に、思わず空手三段、柔道二段、土木工事の現場監督の恋人がいるとう嘘をつく。歩の認知症に、自分の給料はどうなるのか心配する現実的なところもある。実は佐分利に二年以上片思いしており、自分が佐分利の妻になる幻想を抱いていた。歩と碁を打ち始めた佐分利に、時間の融通がきくなら、彼女と暮らし始める前の時間にもどして欲しいとひそかに願っていた。最後に歩の記憶年表を貰い、歩の屋敷跡に記念碑を建てることを望んでいる。
佐分利（さぶり）
アートスクール時代のなりすの同級生で、なりすの思い人。忘年会で、歩を誑かし、広大な屋敷を相続し、歩の死後、優雅に生活することをなりすに提案する。器用であり、佐分利とよくルールを知らない碁をすることもできる。歩からはいまはなき、大学の寮長扱いされていた。ダイビングをしようとした歩を必死で止めようとしている。最後になりすに告白され、歩同様、現実に帰れて良かったと告げられる。
佐分利の恋人
佐分利とは半年の同棲生活になる。佐分利同様、歩の財産乗っ取り計画を推奬する。事実を知り、真剣になりすのことを心配し、これは夢ではない、現実だと繰り返していた。
その他のなりすの友人たち
なりすから佐分利の家に呼ばれた際に、なりすの美点を語り、なりすを歩の妻にと売り込もうとした。既に職を得ており、時間の融通がきかないものが多い。
相舞病院の医師
歩の主治医で、足を悪くしてからの歩の唯一の楽しみは一人で碁を打つことだった、となりすに告げている。
近所の夫婦
歩に夢だからと言われて、薔薇を切られたことを、なりすに抗議する。その薔薇で、歩はなりすにプロポーズをしている。

## 単行本
- 『水枕羽枕』 朝日ソノラマ、サンコミックス・ストロベリーシリーズ（1984年8月30日刊）
  - 収録作品 -『水枕羽枕』・『金髪の草原』・『夢虫・未草』・『わたしの〆切りあとさきLIFE』・『雪の日のすごし方』・『ミルク･ラプソディ』・『ミルク･ラプソディⅡ』
- 『大島弓子選集第10巻  ダリアの帯』朝日ソノラマ（1985年12月31日刊）
  - 収録作品 -『桜時間』・『金髪の草原』・『夢虫・未草』・『水枕羽枕』・『あまのかぐやま』・『快速帆船』・『わたしの〆切りあとさきLIFE』・『ノン・レガート』・『ダリアの帯』
- 『四月怪談』白泉社、白泉社文庫、1999年3月17日刊
  - 収録作品 -『ローズティーセレモニー』・『きゃべつちょうちょ』・『ページワン』・『四月怪談』・『雛菊物語』・『桜時間』・『金髪の草原』
- 『金髪の草原』 朝日ソノラマ（2000年8月30日刊）
  - 収録作品 -『金髪の草原』・『夢虫・未草(ゆめむし・ひつじぐさ）』・『水枕羽枕』・『あまのかぐやま』・『ノン・レガート』・『ダリアの帯』
- 『大島弓子が選んだ大島弓子選集 5 ダリアの帯』メディアファクトリー、MFコミックス（2009年2月23日刊） 
  - 収録作品 -『赤すいか黄すいか』・『金髪の草原』・『夢虫・羊草』・『サマタイム』・『ノン・レガート』・『ダリアの帯』・『ロングロングケーキ』・『庭はみどり川はブルー』・『山羊と羊の駱駝の』

## 映画
2000年製作の日本映画。犬童一心監督作品。主演は伊勢谷友介と池脇千鶴。

### ストーリー
記憶障害で自分を20歳のままだと思い込んでいる80歳の独居老人、日暮里歩のもとにヘルパーとして古代なりすが赴任する。彼女は大学を辞め和田寿美のもとでヘルパーとなり、血の繋がらない弟、丸男とアパートで暮らしていた。歩の近所には、日向ともみと父親の学、その母が住んでいた。学はともみの親権で母親ともめていた。ともみは、歩を"クソジジイ"と呼び、家を時折訪ねていた。歩が若いころに一目惚れして、仲間内で"マドンナ"と呼んでいた少女になりすがそっくりだったことから、歩はなりすに好意を持ち、同時にこんな素晴らしい出来事は夢だろうと思い込む。一方、なりすは丸男に密かに好意を抱いていたが、丸男は友人の宮園万亀子と交際していたため、三角関係に悩まされていた。
　ある日、なりすは歩が記したメモを見つける。そこには歩が記憶障害だという"真実"が記されていたため、なりすは歩に見られないようそれを隠す。丸男に失恋したことを打ち明けたなりすを、歩は友人を呼んで励まそうとする。しかし、彼の電話帳に記載された友人たちはすでに他界していた。そんな中、健在の神崎敬をやっと見つけ、家に呼んだ歩は、敬が連れてきた妻の道子が、"マドンナ"であることを知る。
　歩は、勤務時間が過ぎるとなりすが帰ってしまう淋しさから、ついになりすにプロポーズをする。なりすは最初は拒否したが、自身の三角関係のこともあり、次第に歩に惹かれていくのだった。ある日、なりすは男友達と飲んだ帰りに酔っ払い、移動式クレープ屋の男に話しかける。関西弁を操る男は、見た目は少年で自ら13歳だと名乗る。なりすはそんな彼に歩と同じものを感じ、男を歩のもとに訪ねさせる。男は歩に「これから大変だが、あんたもいい加減現実を見ないと周りを不幸にする」と助言し去る。
　丸男と万亀子は、なりすが家に帰らないため、心配して歩のもとを訪ねる。なりすは歩と結婚したいと想いを打ち明けるが、2人はなりすが正気でないと思い頬を叩いたりして責める。その時台所にいた歩は、ぬか床の中からメモを発見し"真実"を知る。歩はこれが現実であることを確かめるため、家の屋根に登り飛び降りようとする。それに気づいたなりすは急いで歩のもとに向かう。道で友達と共にアイスを食べながらそれを見ていたともみはつぶやく。「飛べ」。なりすが屋根にたどり着いた時、歩は飛び降りる。
　歩の葬儀後、丸男に好意を打ち明けたなりすに、丸男は義姉としてでなく一人の女性として付き合うことを約束する。

### キャスト
- 日暮里歩：伊勢谷友介
- 古代なりす：池脇千鶴
- 古代丸男：松尾政寿
- 宮園万亀子：唯野未歩子
- 神崎敬：加藤武
- 神崎道子：東恵美子
- 日向ともみ：柳英理紗
- 日向学：金谷ヒデユキ
- 日向奈々子：占部房子
- クレープ屋の男：長田融季
- ユキオ：丸山功介
- スグル：上野清隆
- サキ：黄田明子
- ナツミ：近藤菜摘
- リョウ：加藤諒
- 中村せつ子：葛西かおり
- 銀行マンらしき男：橋本紀彦
- 八百屋の男：吉村形
- 葬式の女：伊東和子
- 和田寿美：十勝花子
- コメディアン：堺すすむ

### スタッフ
- 監督・脚本：犬童一心
- 製作総指揮：泉正隆
- 製作：久保田修
- 脚本：佐藤佐吉
- 撮影：村上拓
- 美術：三浦伸一
- 音楽：吉澤瑛師、CHOKKAKU
- 主題歌：「ぼくは世界とつながった」エレファントラブ
- ナレーター：筒井康隆